# 船台
船台（せんだい）とは、

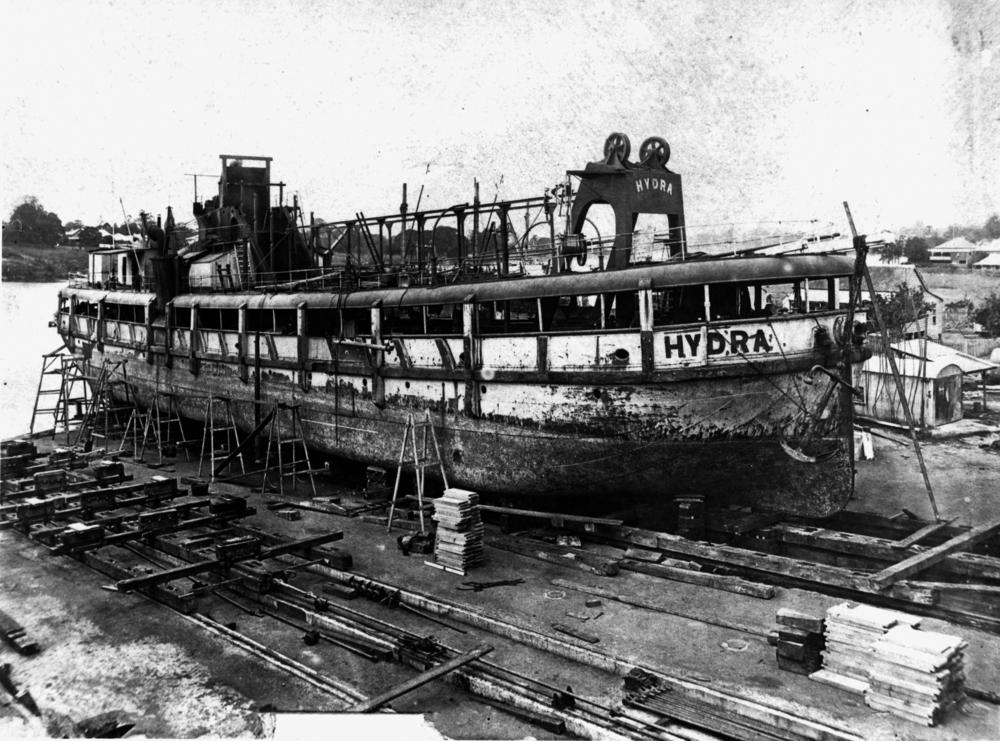
船台上における船、オーストラリア・クイーンズランド州、1913年

1. 船の建造、修理、陸置のために、船体を載せる台。
2. 船の進水と上架に用いられる、海や川などの岸に設けられた斜面。

## 特徴
造船所で船を造る方式としては、船台を使う方法と、乾ドックを使う方法がある。船台は岸に設けられた斜面で、その上で船を建造し、船ができあがると斜面を滑らせて水面に浮かべる（進水）。船をすべて完成させてから進水させるわけではなく、とりあえず水に浮かべられるだけの船殻ができあがった時点で進水させ、以降は艤装岸壁において作業を行って船を完成させる。これに対して乾ドックでは、水辺に船を収容できる溝を掘り、入口の仕切りを閉めて水を抜いた状態にして、その中で船を建造し、水を注いで浮かべたうえで仕切りを開けて水面に送り出す。
船台から進水させられる船の重量に限度がある関係で、一定規模以上の大型船舶は乾ドックで建造される。船台から進水した最大の船は、1934年のイギリスのオーシャン・ライナーのクイーン・メリーで、進水重量が36,700トンであった。これとほぼ同規模のものとして、三菱重工業長崎造船所で1940年に進水した戦艦武蔵があり、こちらは進水重量が35,553トンであった。

## 構造

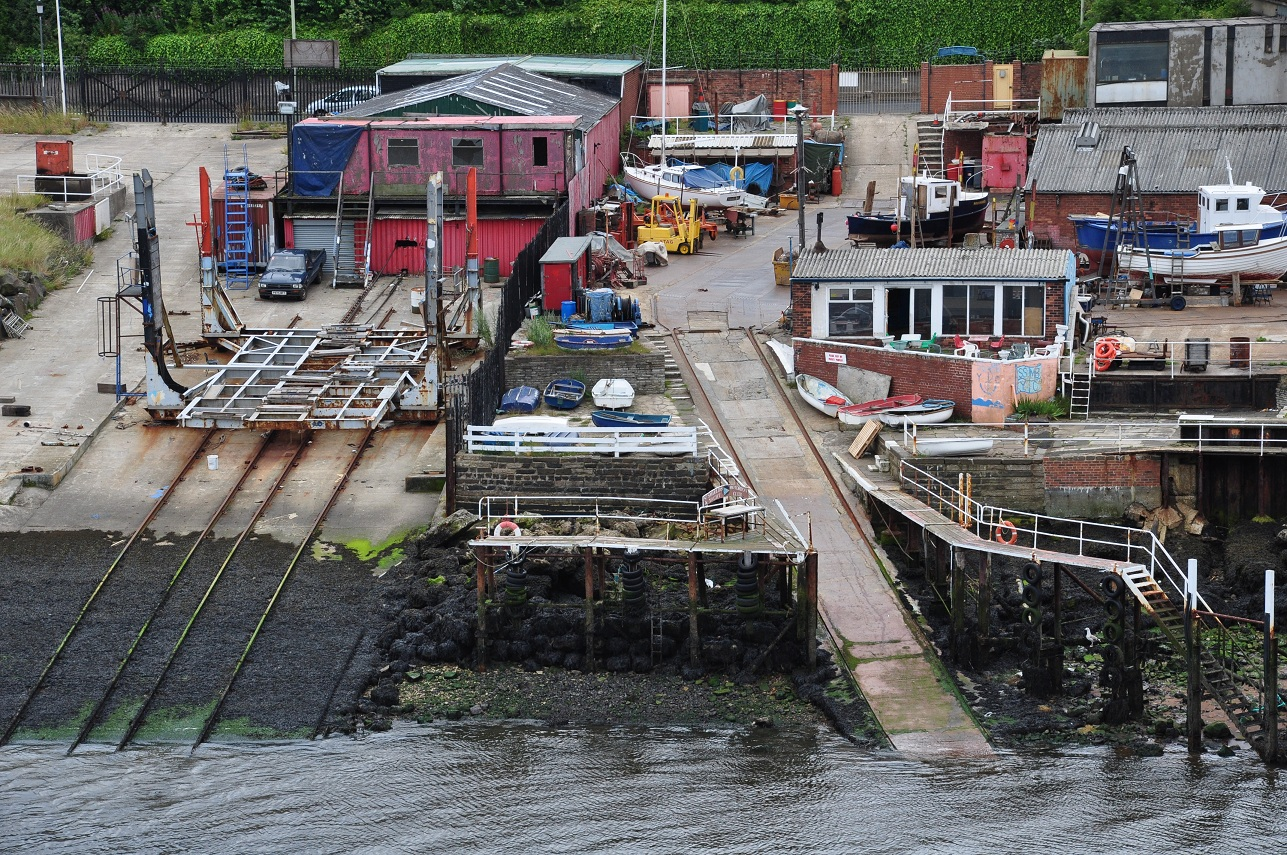
イングランドのサウス・タインサイドにある船台

もともとは、海岸の砂浜がそのまま利用され、そこで船を係留したり製作したりしていた。しかし十分な潮汐がない場所などでは、人工的に斜面を形成する必要があり、船台が建設されることになった。斜面は10分の1（10パーセント）程度の勾配がつけられ、底面はプレキャストコンクリート、石、木材などで製作される。斜面は水中まである程度伸ばして建設する必要がある。また、船舶を船台に引き上げて修理などをする場合は、ウィンチなどを設置して、船を引き上げる設備をする。

## 進水
船台で建造した船が、水に浮かべられる程度までできあがると、水面へ送り出す「進水」が行われる。このために、あらかじめ船台に固定されている固定台と、船側に固定されていて進水の際に船と一緒に滑る滑走台が用意されている。この固定台と滑走台を合わせて進水台と呼ぶ。船が建造されている途中では、進水台は船の下部に用意されているが、これ以外の盤木という構造により船体が支えられている。建造が進み進水の準備が行われる過程で、盤木から進水台に船の重量が移し替えられ、進水時点ではすべての船の重量を進水台が支えた状態となる。この状態で船が滑り出さないようにトリガーという装置が取り付けられている。
固定台と滑走台の間には、古くは潤滑油が塗られており、互いによく滑るようにされていた。第二次世界大戦後の日本の技術開発により、この部分には鋼球を入れて、転がすようになった。進水式が行われると、船を留めていたトリガーが外され、船は滑走台と一緒に固定台の上を滑り落ちて、水面に浮かぶ。船から滑走台が取り外されることで、進水が完了する。
進水の際には、先に水面に入った船体の部分には浮力が発生して浮き上がり、一方でまだ船台上に残っている部分は船台から支えられた状態となる。これにより船台に残った船体には大きな力がかかり、あらかじめ補強をしておく場合もある。さらに勢いの付いた船体がそのまま流れてしまわないように、ブレーキをかける必要もある。こうした複雑な問題があるため、特に大きな船体を進水させる作業は技術的に難しいものである。
こうした技術的な困難がある半面で、何万トンにも及ぶ巨大な構造物を短時間で滑らせて水面に浮かべる作業は、見ているものに感銘を与えるものであり、このために船台からの進水に際しては華やかな進水式が行われるのが一般的である。これに対して乾ドックでの建造はドック内に水を入れるだけであり、船台方式ほどの華やかな進水式は行われない。